# Alteuthoides kootare
Alteuthoides kootare är en kräftdjursart som beskrevs av Gilbert Henry Hicks 1986. Alteuthoides kootare ingår i släktet Alteuthoides och familjen Peltidiidae. Inga underarter finns listade i Catalogue of Life.